# Vij (musikgrupp)
Vij (ukrainska: Вій) är ett ukrainsk rockband grundad 1991, som kommer från huvudstaden Kiev.

## Diskografi
- Tjorna Rillja (2001)
- Chata skraju sela (2003)
- Vij - Rok-lehendy Ukrajiny (2004)
- Jsjov ja nebom (2010)
- Kolyskova dlja ljalkovych nemovljat (2014)